# Hår på bröstet
Hår på bröstet är en singel inom genren trallpunk av det svenska punkbandet Räserbajs, utgiven år 1993 på Kamel Records. Den innehåller två spår: “Spriten räddade oss ifrån sporten” och “Sossarnas fel?”, och utgavs som 7-tumsvinyl.
Singeln följde bandets tidigare EP Drömmen om EG (1992), och visar en fortsatt blandning av sarkastiska politiska texter blandat med humor. Titelspåret driver med maskulinitetsideal, medan B-spåret riktar ironisk kritik mot socialdemokratin.
Banduppsättningen på inspelningen bestod av Rickard Stark (gitarr, sång, textförfattare), Erik Hjortstam (bas, sång), Martin Gustavsson (gitarr, sång), Joakim Levin (trummor, sång) Daniel Levin (gitarr), samt Jesper Sjöberg med bakgrundssång.
Singeln återutgavs digitalt den 17 augusti 2018 på Spotify, med samma spårordning som originalutgåvan från 1993.